# ダムバッハ
ダムバッハ (ドイツ語: Dammbach) は、ドイツ連邦共和国バイエルン州ウンターフランケン行政管区のアシャッフェンブルク郡に属す町村（以下、本項では便宜上「町」と記述する）で、ハイムブーヒェンタールに本部を置くメスペルブルン行政共同体の一員である。

## 地理

### 位置
ダムバッハは、シュペッサルト山地の中央部、いわゆるホーホシュペッサルトに位置している。この町は、シュノルホーフ、フンツリュック、ヘッペ、オーバーヴィンタースバッハ（ガイスヘーエ）などの多くの小集落で知られている。ダムバッハ川は、ロールブルン近郊に湧出し、数多くの小川を支流に有している。町の高度は、ノイハンマー地区の 200 m から最高地点のガイスヘーエの 521 m まで分布している。

### 自治体の構成
この町は、2管区8地区で構成されている。
- クラウゼンバッハ
  - フンツリュック
  - オーバークラウゼンバッハ
  - オーバーシュノルバッハ
  - ウンターシュノルバッハ
- ヴィンタースバッハ
  - ノイハンマー
  - オーバーヴィンタースバッハ

### 隣接する市町村
ダムバッハは、北東は市町村に属さないロールブルンの森（アシャッフェンブルク郡）、南東はアルテンブーフ、南西はエッシャウ（ともにミルテンベルク郡）、北西はハイムブーヒェンタール（アシャッフェンブルク郡）と境を接している。

## 地名
ダムバッハという地名は、同名の川に由来する。この川はノイハンマー付近でエルザファ川に合流する。

## 歴史
この町は、1991年に「ダムバッハタールの村落 750周年を祝い、郷土誌「ダムバッハ 1241 – 1991」を出版した。

### 町村合併
この町は、バイエルン州の自治体新設に伴って、1976年6月1日にそれまで独立した自治体であったヴィンタースバッハとクラウゼンバッハが合併して成立した。両地区ともにダムバッハ川の谷に位置しており、川にも近いため、合併後の町名はダムバッハと名付けられた。2008年1月1日にクラウゼンバッハの森が編入されて面積が拡大した。

## 行政

### 議会
この町の議会は、12議席で構成される。

### 紋章
図柄: 中央よりやや上側で銀の波帯によって上下に分割。上部は赤地で、斜め十字に組み合わされた 2枚の銀のオークの葉と銀のオークの実。下部はさらに左右二分割される。向かって左は7回入れ替わる赤と金のストライプ。向かって右は青地に銀の斜め帯で、帯の中に3つの青いリングが描かれている。
紋章の歴史: ダムバッハは非常に新しい自治体である。この町は1976年に、かつて独立した自治体であったクラウゼンバッハとヴィンタースバッハが合併して成立した。この町はダムバッハ沿いにあり、町名もこの川から採られた。紋章の波帯がこの川を示している。紋章上部のオークの葉とオークの実はホーホシュペッサルト（シュペッサルト山地中央部）に位置する地理的条件を表している。7回入れ替わる金と赤のストライプはリーネック伯の紋章に由来する。クラウゼンバッハは長年にわたり、この伯領に属していた。青い輪がある銀の斜め帯はエヒター・フォン・メスペルブルン家の紋章である。この貴族家は、ヴィンタースバッハの領主であり、1415年頃に教会を、1584年に病院を創設した。
この紋章は、1988年7月22日に認可された。

## 文化と見所

### 受難劇
ダムバッハでは2001年から受難劇が上演されている。上演は、2001年、2004年、2009年、2014年になされた。

## 経済と社会資本

### 交通
ダムバッハには、国際航空路のビーコン PSA がある。

### 財政
この町は、2006年12月1日から別荘税を徴収している。

## 引用
1. ↑  https://www.statistikdaten.bayern.de/genesis/online?operation=result&code=12411-003r&leerzeilen=false&language=de Genesis-Online-Datenbank des Bayerischen Landesamtes für Statistik Tabelle 12411-003r Fortschreibung des Bevölkerungsstandes: Gemeinden, Stichtag (Einwohnerzahlen auf Grundlage des Zensus 2011)
2. ↑  Bayerische Landesbibliothek Online - Dammbach（2015年12月6日 閲覧）
3. ↑  Wolf-Armin Frhr. v. Reitzenstein: Lexikon fränkischer Ortsnamen. Herkunft und Bedeutung. C.H.Beck, München 2009, ISBN 978-3-406-59131-0, S. 52.
4. ↑  Statistisches Bundesamt (Hrsg.): Historisches Gemeindeverzeichnis für die Bundesrepublik Deutschland. Namens-, Grenz- und Schlüsselnummernänderungen bei Gemeinden, Kreisen und Regierungsbezirken vom 27. 5. 1970 bis 31. 12. 1982. W. Kohlhammer GmbH, Stuttgart und Mainz 1983, ISBN 3-17-003263-1, S. 736.
5. ↑  2014年3月16日のアシャッフェンブルク郡に属す市町村の議会選挙結果（2015年12月5日 閲覧）
6. ↑  Bayerns Gemeinden - Gemeinde Dammbach（2015年12月6日 閲覧）
7. ↑  Paaionsspiele Dammbach（2015年12月6日 閲覧）
8. ↑  Funkfeuer Spessart (NDB PSA)（2015年12月6日 閲覧）